# Parafia Nawiedzenia Najświętszej Maryi Panny i bł. Księdza Stefana Wincentego Frelichowskiego w Jastrzębiu
Parafia Nawiedzenia Najświętszej Maryi Panny i Błogosławionego Księdza Stefana Wincentego Frelichowskiego w Jastrzębiu – rzymskokatolicka parafia położona w powiecie brodnickim, gminie Bartniczka. Administracyjnie należy do diecezji toruńskiej (dekanat Górzno). W jej skład wchodzą następujące miejscowości: Jastrzębie, Bachor, Dzierżno, Gołkówko, Gortatowo, Komorowo, Skrobacja, Sobiesierzno, Sokołowo, Przydatki.

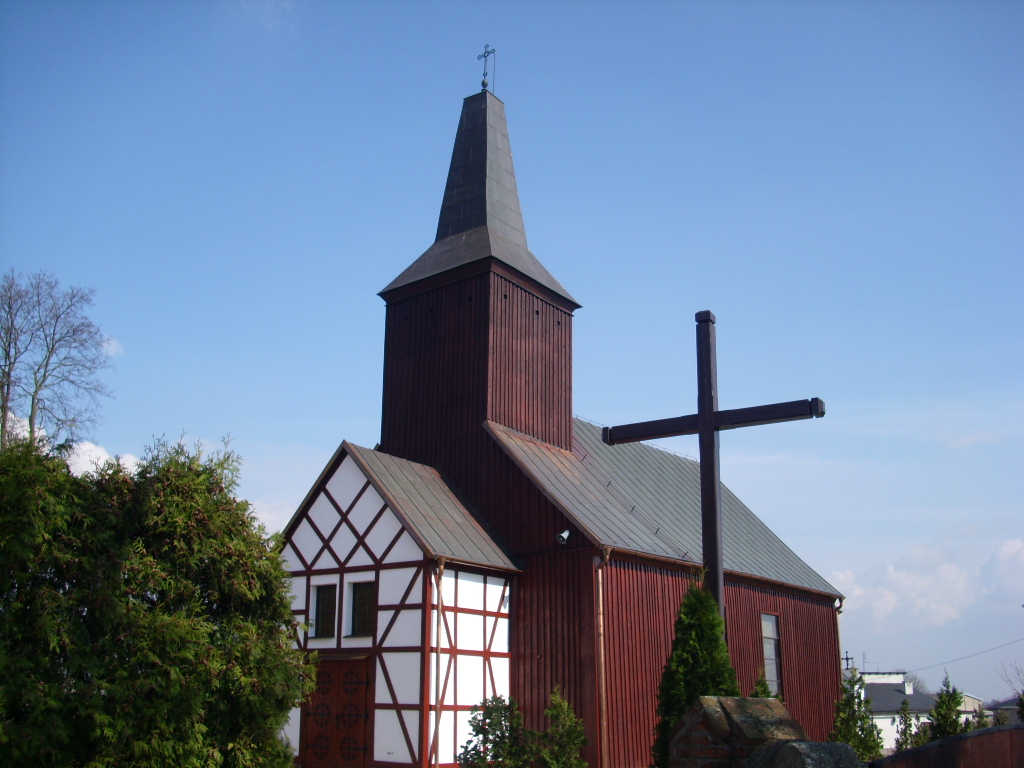
Kościół w Jastrzębiu

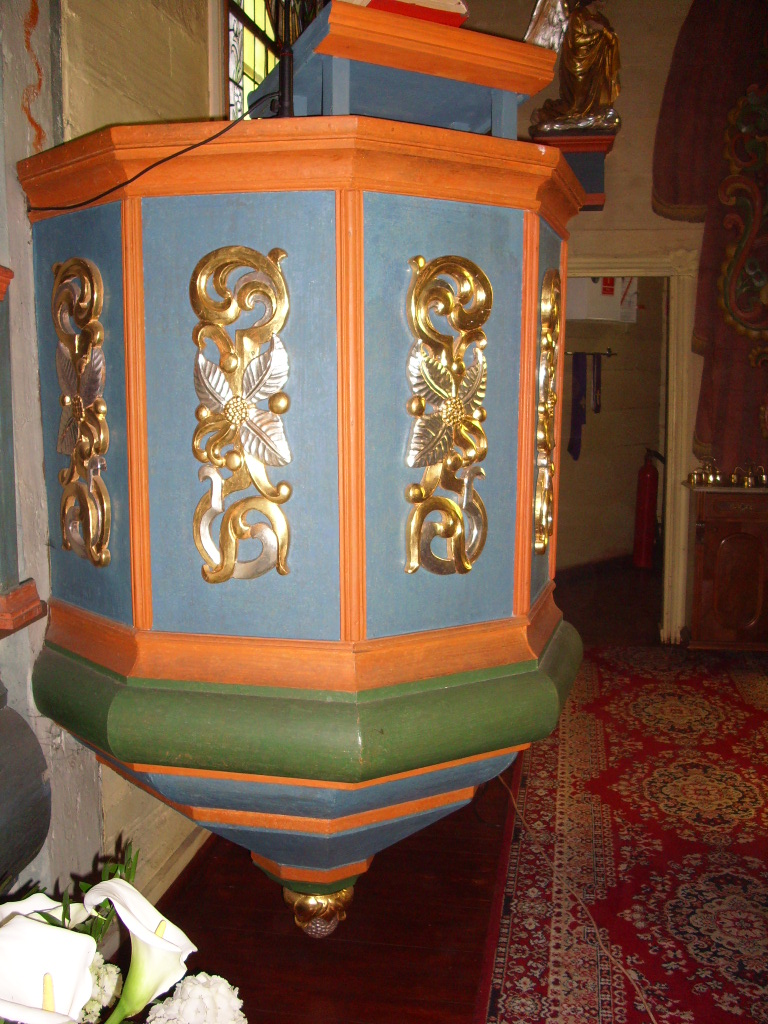
Ambona

## Historia parafii
Parafia w Jastrzębiu, istnieje od średniowiecza, ponieważ została założona na początku XIV wieku. Istniała już w 1325 kiedy biskup płocki przejmował ją na własność, a więc założyli ją Krzyżacy, albo też przed nimi książęta mazowieccy. Za wielkiego mistrza Winricha von Kniprodea nabył ją znowu Zakon, choć na krótko, bo później stała się własnością biskupów płockich i do 1818 należała do diecezji płockiej. Gołkówko było wtedy rezydencją biskupów płockich, w Gortatowie istniała krzyżacka parafia (Gottersdorf), której kościół spustoszono w czasie wojen z Krzyżakami w 1414 roku.
Parafia obejmowała dobra rycerskie Jezierskich w Komorowie, które w latach 1850-1870 było własnością Sulerzyckiego, a po roku 1870 należało do Banku Torunskiego panów Domirskiego, Kalksteina i Łyskowskiego. Dzierżwacą Komorowa był wówczas Zieliński. Wśród innych wsi należy wymienić Sobiesierzno, Skrobację, Gortatowo, Dzierżno, Gołkówko z młynem, które w 1860 było własnością Rochonia oraz Bachor z kolejnym młynem. W końcu XVIII wieku parafia liczyła 294 osoby i utrzymywała się z tacowego. Dobra plebańskie to 10 włók rozłożonych na trzech polach, z których pierwsze obejmowało Gortatowo, Drugie Gołkowo i Szczutowo oraz trzecie stanowiące wieś Świerczyny.
Od 1818 roku lub 1821 na podstawie bulli Ex imposito nobis parafia Jastrzębie przynależała do diecezji chełmińskiej. Jak w całej diecezji tak i w Jastrzębiu istniał patronat kościoła. Wtedy to zarządzeniem gabinetowym ustalono (1 IX 1848) patronat mieszany pomiędzy biskupem chełmińskim a rządem. Biskup w miesiące parzyste a rząd w nieparzyste miał prawo prezentowania parafii i mianowania proboszcza. Przed sekularyzacją kościoła kolatorstwo w Jastrzębiu stanowili biskupi płoccy.
Bulla papieża Jana Pawła II z dnia 25 marca 1992 roku o reorganizacji administracji kościelnej części ziem diecezji chełmińskiej przekazuje pod administrację nowo utworzonej diecezji toruńskiej.  W latach 1992–2002 w dekanacie brodnickim, a od 2 grudnia 2001 roku w reaktywowanym w ramach reorganizacji struktur diecezjalnych dekanacie górznieńskim.

## Kościół parafialny
Na terenie przykościelnym znajduje się drewniana dzwonnica zbudowana w 1. połowie XIX w., odremontowana w 1993, wzniesiona w konstrukcji słupowo-ramowej, szalowana. Otwory okienne zamknięte prostokątnie. W niej zawieszony późnogotycki dzwon z 1510 z minuskułowym napisem O REX GLORIE(CHRISTE)XPE VENI CUM PACE MARIA oraz stukilogramowy dzwon bł. ks. S. W. Frelichowskiego z 1997 roku. Przed wejściem do kościoła jest usytuowany mały plac po zachodniej stronie zamknięty budynkiem plebanii zbudowanej w XIX wieku. budynek posiada skromne cechy klasycystyczne (kapitalny remont w 1991 roku).
Naprzeciwko kościoła znajduje się wyjątkowy krzyż z podwójnymi ramionami – karawaka z 1946 roku, ustawiono go na miejscu poprzedniego – obalonego przez nazistów, miał ustrzec wieś przed zarazami, która przyczyniły się do śmierci wielu ludzi na terenie ziemi michałowskiej w czwartym ćwierćwieczu XIX wieku. Krzyże te stawiano na odrębnie zakładanych cmentarzach lub, jak w tym przypadku, w centrum wsi dla upamiętnienia wielu ludzi zmarłych na tę zarazę. Podobne karawaki w powiecie brodnickim znajdują się na cmentarzyku cholerycznym w Wichulcu oraz na michałowskim ryneczku w Brodnicy. Kilkakrotnie wieś i okolica stały w obliczu epidemii cholery: 1831, 1834, 1848, 1852, 1854, 1855, 1866 i 1873 roku. Zmarłych, w wyniku zarazy, mieszkańców grzebano na specjalnie wyznaczonych cmentarzach, które nazywano „cholernikami”. W Jastrzębiu taki cmentarz epidemiczny zlokalizowano poza wsią, przy drodze w kierunku Gortatowa, za zabudowaniami byłego kółka rolniczego. W dawnych czasach w centralnym miejscu zlokalizowany był kurhan na szczycie, którego powstał ceglany postument zwieńczony figurką Madonny. Dziś zarówno po kapliczce jak i całym cmentarzu nie pozostał ślad, teren zarósł i uległ degradacji.

## Prace konserwatorskie
Począwszy od 1859 roku kościół przechodził liczne remonty i renowacje. Już 38 lat po budowie wichura uszkodziła dach. Lata 1866-1884 to głównie naprawy dachu i wieży kościelnej. W 1877 odnowiono i pomalowano wnętrze, w 1886 zmieniono pokrycie dachowe (pierwotnie gont) na dachówkę esówkę. Po kolejnej restauracji w 1911, podczas obrad rady parafialnej 18 lutego 1912 podjęto decyzję o powiększeniu kościoła – w miejscu zakrystii miała powstać dobudówka, jednak koszt przedsięwzięcia oszacowano na 4700 marek. Kolejna burza uszkodziła budynek w 1922. W 1926 odnowiono wieżę, pokrywając ją blachą cynkową. Od 1964 roku zmieniono stolarkę okienną co zaczęło serię remontów poprzedzających milenium chrztu Polski. Wnętrze kościoła było odnawiane w 1966, wtedy też zastąpiono starą kruchtę z muru pruskiego na murowaną z cegły. Dębową podłogę i ławki w nawie trafiły do kościoła w 1972 roku, a nagłośnienie i instalację elektryczną wymieniono w latach 80.
Całkowitą restaurację zewnętrzną rozpoczęto w 1991 kiedy proboszczem został ks. Zbigniew Markowski. Rozpoczęto od wzmocnienia konstrukcji i podstemplowania północnej ściany, która była odchylona o 20° od pionu. Aby zapobiec dalszemu przechylaniu konstrukcji i zaciekaniu wody do środka wymieniono oczep oraz wzmocniono drewno żywicą. Kruchtę obudowano imitacją konstrukcji szachulcowej, pokryto dach kościoła blachą miedzianą, ściany obito nowymi deskami a wieżę zwieńczono krzyżem kowalskiej roboty pana Jarzynki z Górzna. Kolejny remont konserwatorski rozpoczęto w roku 1994 – modrzewiowa podłoga, nowe oświetlenie, odkrywki i konserwacja pierwotnego wystroju malarskiego na ścianie wschodniej prezbiterium, na stropie oraz balustradzie chóru muzycznego. W 1996 zamontowano szyby przeciwwłamaniowe, w 1998 naprawiono system odprowadzający wodę z rynien, odgrzybiono zawilgocenia ścienne. Ostatnim etapem realizowanym w 1999 roku dokończono wykonanie dekoracji zgodnej z pierwotną kolorystyką i ornamentyką wnętrz. Niestety ograniczenia finansowe nie pozwoliły na całkowite odsłonięcie pierwotnej bogatej dekoracji a jedynie jej zasygnalizowanie.

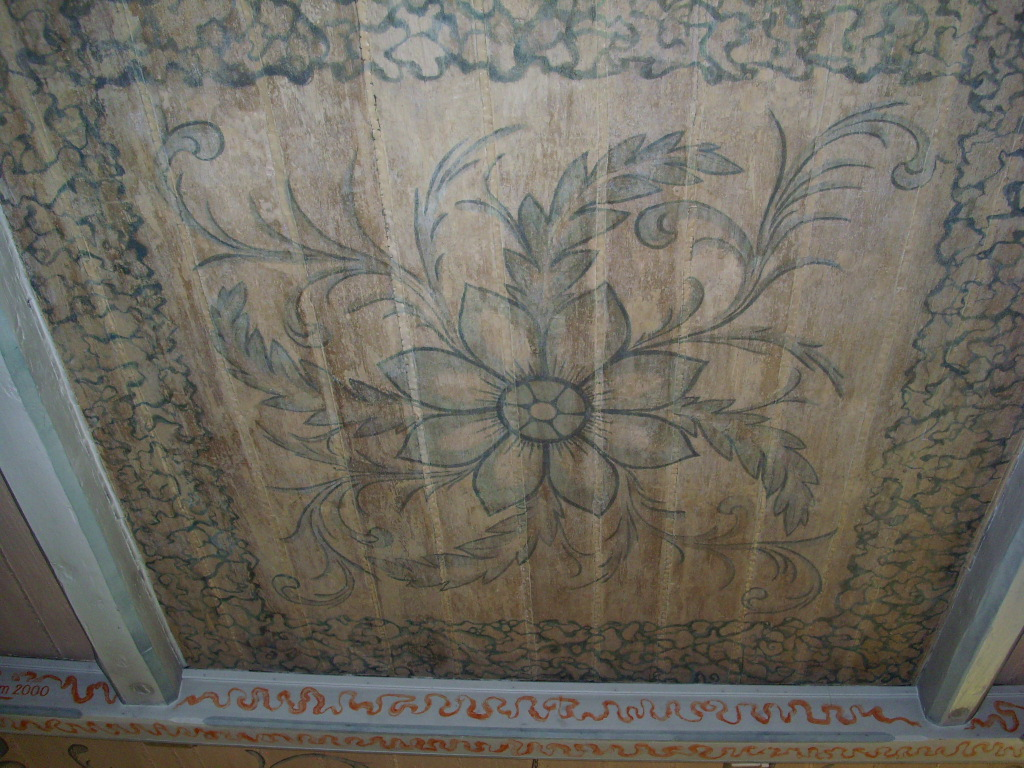
XIX wieczne polichromie
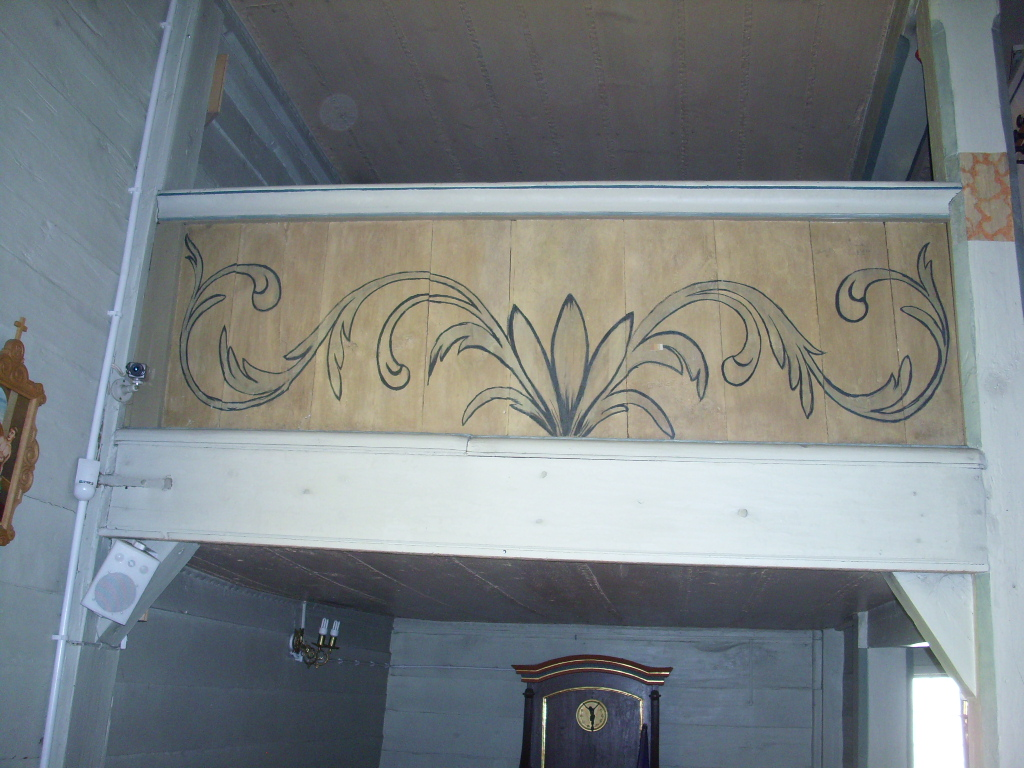
Południowa empora chóralna z polichromiami powstałymi w 1858 r.
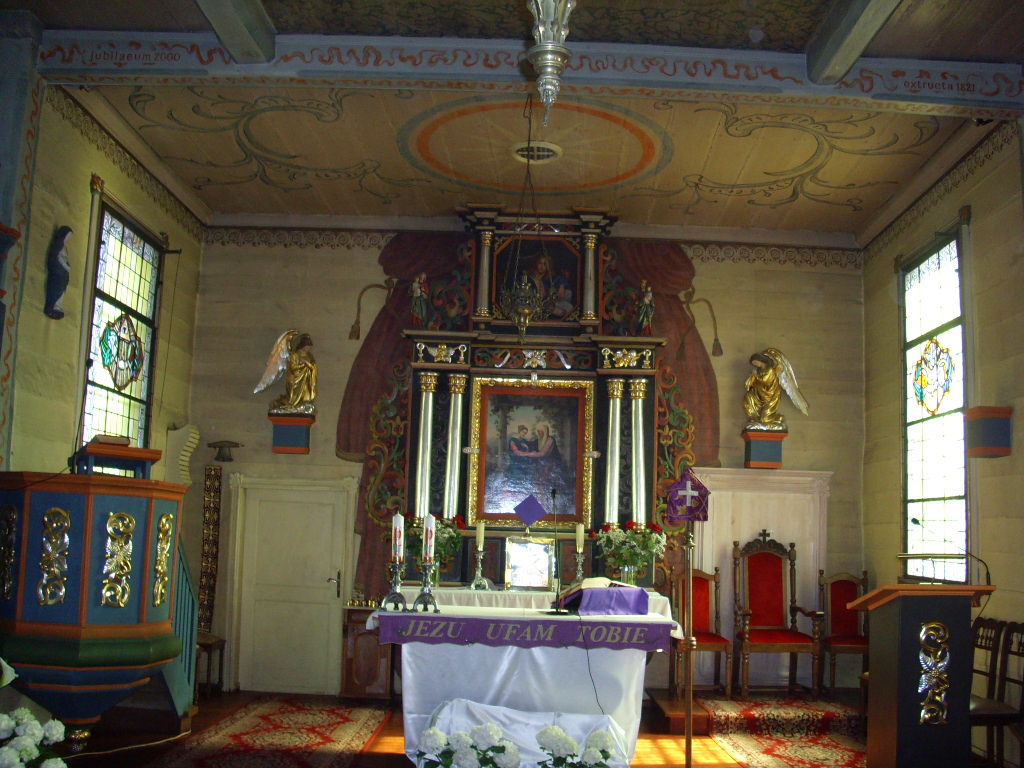
Polichromie na stropie
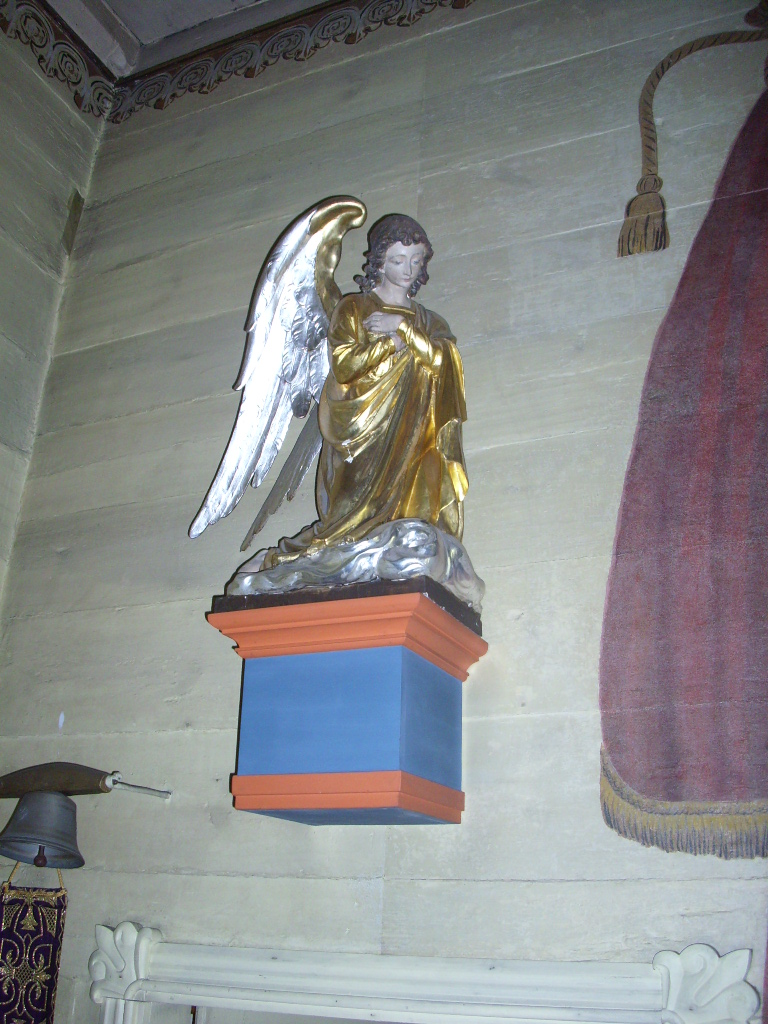
Jeden z aniołów w prezbiterium

### Cmentarz przykościelny
Wokół kościoła znajduje się nieczynny cmentarz przykościelny z licznymi zabytkowymi nagrobkami z XVIII, XIX i XX wieku. Niedaleko znajduje się także czynny cmentarz grzebalny z 1914 roku. Założony na planie regularnego prostokąta. Cmentarz powiększono w 1994 roku a uroczystego poświęcenia dokonał biskup pomocniczy diecezji toruńskiej Jan Chrapek. Kolejna rozbudowa cmentarza nastąpiła w 2009 roku, latem 2010 w centralnej części nowego cmentarza wybudowano kamienny postument zwieńczony drewnianą figurą przedstawiającą Pietę. Cmentarz grzebalny posiada wystrój parkowy i w przeciwieństwie do przykościelnego nie posiada zabytkowych nagrobków. Kaplica cmentarna została zbudowana w 1937 roku staraniem proboszcza ks. Tomasza Goska. Latem 1997 roku dokonano kapitalnego remontu, umieszczono w jego wnętrzu ołtarz posoborowy – kamień granitowy z kagankami. Zwieńczeniem fasady jest sygnaturka, w której zawisł odnaleziony, mały przestrzelony w czasie wojny dzwon.

### Zabytki
Zabytki wpisane do rejestru zabytków:
- Kościół drewniany mocą decyzji nr 388 z dnia 26 listopada 1957 roku został wpisany do rejestru zabytków pod nr 126[11] i jest obiektem chronionym prawnie (PSOZ/AB-VII-23/320/91)
- Barokowy ołtarz główny z kościoła parafialnego w Jastrzębiu pw. Nawiedzenia Najświętszej Maryi Panny wpisany do rejestru zabytków pod nr B/201 z dnia 30 grudnia 1996 roku (PSOZ/DKI-IB-5/2887/96)

Parafia posiada białe karty:
- dla ołtarza głównego – wykonanie E. Nawrocka 1997-02-17
- dla obrazu Trójca Święta z ołtarza głównego – wykonanie E. Nawrocka 1997-04-21
- dla obrazu Nawiedzenia z ołtarza głównego – wykonanie E. Nawrocka 1997-04-21
- dla obrazu Świętego Jana ze zwieńczenia ołtarza głównego – wykonanie E. Nawrocka 1997-03-17

Parafia posiada dokumentację restauracyjną i konserwatorską wykonaną przez prof. B. Rouba z zespołem studentów; archiwa parafialne z metrykami urodzeń, aktami zgonów i zapowiedzi przedślubne. Ponadto księgi parafialne pochodzące z XIX wieku: księgi chrztów od 1877, ślubów od 1945, pogrzebów od 1946, I Komunii św. od 1959, bierzmowanych od 1953, kronika parafii od 1991

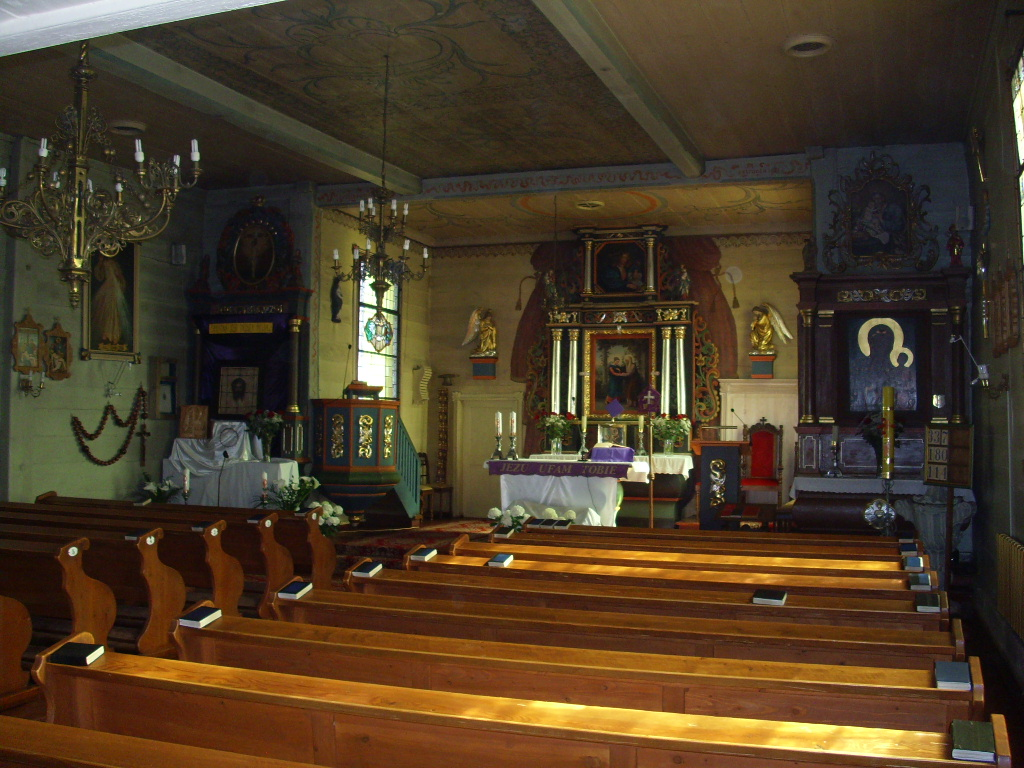
Wnętrze kościoła w Jastrzębiu

## Z kronik parafialnych
- 11 kwietnia 1991 roku po 40 latach posługi proboszcza parafii zmarł ksiądz radca Jan Wendt[15].
- 4 maja 1992 roku otwarto wystawę droga krzyżowa od człowieczeństwa do wieczności poświęcona Słudze Bożemu Stefanowi Wincentemu Frelichowskiemu autorstwa Grażyny Zielińskiej – był to moment rozpoczęcia w parafii modlitw o rychłą beatyfikację diecezjalnego sługi bożego[16].
- 10 sierpnia 1993 pochodzący z parafii ks. rezydent Franciszek Lisiński z rąk arcybiskupa Tadeusza Gocłowskiego otrzymał nominację na kanonika honorowego Kapituły Archikatedralna przy Bazylice Archikatedralnej pw. Trójcy Świętej w Gdańsku Oliwie[17]
- 7 grudnia 1994 roku W kościele zawisły stacje drogi krzyżowej autorstwa parafianina Marka Romanowskiego, w stylowych drewnianych ramach wykonanych przez Romualda Dąbka – rzeźbiarza z Brodnicy[11][18].
- 1995 – 1998 przeprowadzano prace badawcze nad malaturą wnętrza oraz odkrywki i konserwację malowideł. Wykonywali je studenci Wydziału Sztuk Pięknych Uniwersytetu Mikołaja Kopernika pod kierunkiem prof. Bogumiły Rouba[19].
- 8 maja 1997 biskup toruński Andrzej Suski dokonał poświęcenia nowego dzwonu wykonanego w Przemyskiej ludwisarni przez Janusza Felczyńskiego. 100 kilogramowy dzwon ufundowany przez parafian nosi imię bł. ks. Stefana Wincentego Frelichowskiego[11][19].
- Proboszcz ks. Zbigniew Markowski otrzymał nagrodę wojewody Conservatio’98 za najlepsze w województwie użytkowanie obiektu zabytkowego[20].
- 19 czerwca 1998 roku uroczyście wprowadzono relikwie bł. Marii Karłowskiej – założycielki Zgromadzenia Sióstr Pasterek od Opatrzności Bożej beatyfikowanej przez Jana Pawła II 6 czerwca 1997 roku w Zakopanem[20].
- W październiku 1998 z okazji 177 rocznicy powstania i benedykcji kościoła parafialnego wydano pierwszy numer miesięcznika młodzieży z parafii o nazwie Venite- z łac. przyjdźcie (wydawany do października 2004 roku); ten sam napis widnieje na kostce brukowej przed wejściem do świątyni[21].
- 25 września 1999 roku wystosowano pismo do biskupa toruńskiego z prośbą o nadanie drugiego tytułu i odpustu bł. ks. Stefana Wincentego Frelichowskiego dla kościoła parafialnego w Jastrzębiu[22].
- Podczas uroczystego nabożeństwa 2 grudnia 1999 biskup ordynariusz diecezjalny Andrzej Suski w obecności dziekana ks. prałata Bolesława Lichnerowicza, ziomka ks. kanonika Franciszka Lisińskiego oraz siostry błogosławionego Marcjanny Jaczkiewskiej i rzeszy wiernych nadał parafii tytuł drugiego patrona bł. ks. Stefana Wincentego Frelichowskiego – patrona harcerzy beatyfikowanego 7 czerwca 1999 roku w Toruniu.
- 2 lipca 2000 roku podczas odpustu parafialnego uroczyście przekazano relikwie bł. ks. Stefana Wincentego Frelichowskiego. Tego dnia powrócił do kościoła z pracowni konserwacji zabytków odrestaurowany obraz Nawiedzenia Świętej Elżbiety[23].
- Podczas Uroczystość Najświętszego Ciała i Krwi Pańskiej w czasie obchodów Wielkiego Jubileuszu Roku 2000 dokonano poświęcenia nowej kapliczki Świętej Rodziny zlokalizowanej w Jastrzębiu przy drodze do Łaszewa. Jest to monumentalna budowla o kamiennym cokole, z drewnianą konstrukcją podtrzymującą dach pokryty dachówka ceramiczną. Pod dachem drewniana rzeźba Św. Rodziny cechująca się wysoką wartością dekoracyjną wykonana z jednego kawałka drewna[23].
- 15 listopada 2001 roku biskup toruński ustanowił na terenie powiatu brodnickiego dwa nowe dekanaty: Górzno i Jabłonowo Pomorskie. Podział obowiązuje od 2 grudnia 2001, Parafia Jastrzębska znalazła się w granicach dekanatu górznieńskiego. Kurenda Kurii Diecezjalnej Toruńskiej z 19 listopada sygnowana przez Wikariusza Generalnego biskupa Józefa Szamockiego podała zmiany personalne tj. dziekanem został proboszcz parafii w Górznie ks. kanonik Stefan Maliszewski, a proboszcz z Jastrzębia został wicedziekanem[24].
- W maju 2003 roku z okazji 25-lecia pontyfikat papieża, na miejscu dawnej organistówki postawiono figurkę przedstawiającą Jana Pawła II wykonaną przez parafianina Pawła Olendra, który jest autorem figury św. Rocha – również poświęconej podczas Nabożeństwa majowego a postawionej niedaleko Ośrodka Zdrowia. Także poświęcono koło cmentarza figurkę patrona dobrej śmierci – św. Józefa będącą częścią rozebranego ołtarza z kaplicy cmentarnej. Wszystkie figurki umieszczono w wydrążonych pniach topoli nakrytych gontowym dachem[25].
- 21 czerwca 2003 w Katedrze w Toruniu Krzysztof Kejna otrzymał święcenia kapłańskie z rąk ks. bp. Andrzeja Suskiego. W kilka dni później w kościele w Jastrzębiu, gdzie został ochrzczony odprawił mszę prymicyjną. Ks. Krzysztof Kejna jako neoprezbiter został skierowany do parafii pw. św. Katarzyny w Golubiu[26].
- 23 lutego 2004 roku podczas odpustu parafialnego do parafii trafiła bulla beatyfikacyjna uznająca przez Kościół katolicki w procesie beatyfikacyjnym cnoty inspirowane doświadczeniem religijnym bł. ks. Stefana Wincentego Frelichowskiego za godne publicznego kultu w skali lokalnej[25].

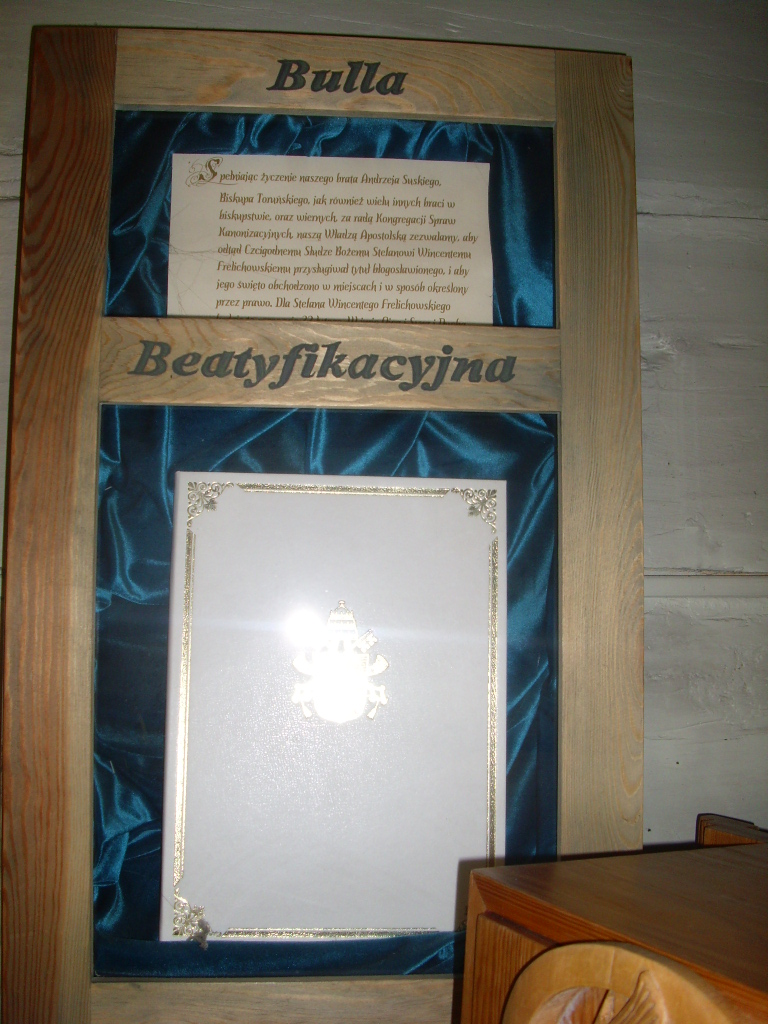
Bulla Beatyfikacyjna

- W 2004 roku powstały kolejne przydrożne kapliczki św. Antoniego Padewskiego w Jastrzębiu i Serce Jezusa w Sokołowie; podobnie jak poprzednie figurki zlokalizowano je w pniach drzew. W uroczystość Wniebowstąpienia Pańskiego poświęcono kamienną grotę będącą kopią Anastasis – Właściwej Kaplicy Bożego Grobu w Jerozolimie wraz z rzeźbą archanioła autorstwa parafianina Pawła Olendra. Grota i postawiony rok wcześniej krzyż są częścią drogi światła budowę, której zainicjował ks. Zbigniew Markowski[25].

- W 2007 roku poddano remontowi szopkę stojącą przy plebanii, w odnowionym budynku powstała salka katechetyczna im. Jana Pawła II.
- 16 czerwca 2007 w Katedrze w Toruniu Michał Narodzonek otrzymał święcenia kapłańskie z rąk ks. bp. Andrzeja Suskiego. Następnego dnia w swoim rodzinnym kościele w Jastrzębiu odprawił mszę prymicyjną. Ks. Michał Narodzonek jako neoprezbiter został skierowany do parafii pw. Św. Wojciecha i Św. Katarzyny w Boluminku[27].
- 21 czerwca 2008 w Katedrze w Toruniu Leszek Witkowski otrzymał święcenia kapłańskie z rąk ks. bp. Andrzeja Suskiego. Następnego dnia w swoim rodzinnym kościele w Jastrzębiu odprawił mszę prymicyjną. Ks. Leszek Witkowski jako neoprezbiter został skierowany do parafii pw. Chrystusa Króla i Matki Bożej Nieustającej Pomocy w Jabłonowie Pomorskim[28].
- W 2009 w bliskim sąsiedztwie salki katechetycznej pobudowano ołtarz polowy.
- Jesienią 2009 powiększono cmentarz parafialny, a latem 2010 w centrum nowej części cmentarza pobudowano kamienny postument z drewnianą kapliczką zawierającą rzeźbę Pietę autorstwa miejscowego rzeźbiarza.
- W grudniu 2009 przeprowadzono remont elewacji świątyni: uzupełnienie ubytków w oszalunku, malowanie, wymiana orynnowania itp. Koszty remontu w znacznej części pokryto z funduszy unijnych.
- W latach 2010 – 2011 dokonano oczyszczenia polichromii zlokalizowanych w prezbiterium oraz elementów malatury nawy.
- Rok 2011 jest pierwszym z dziesięcioletniego planu gruntownego remontu i konserwacji świątyni, który ma zakończyć się w jubileuszu 200-lecia budowy i konsekracji kościoła.
- W latach 2011 – 2012 dokonano renowacji zwieńczeń ołtarzy bocznych i ołtarza głównego, ażurowych ornamentów ołtarza głównego, jego kolumny i dekoracje Impost. Konserwacji poddano również pozłacane anioły z prezbiterium i zmieniono kolor ich podstaw.
- 22 października 2011 dokonano poświęcenia obrazu przedstawiającego Jana Pawła II autorstwa Wojciecha Chwiałkowskiego z Brodnicy.
- 6 kwietnia 2012 zginą w wypadku samochodowym pochodzący z Gołkówka ks. Leszek Witkowski. Trumnę z jego ciałem przywieziono wieczorem 10 kwietnia po czuwaniu z Bazyliki św. Tomasza Apostoła w Nowym Mieście Lubawskim, gdzie był rezydentem. Uroczystości pogrzebowe odbyły się następnego dnia pod przewodnictwem Jego Eminencji ks. biskupa Józefa Szamockiego. Księdza Leszka pochowano na cmentarzu parafialnym przy głównej alei pośrodku odcinka między krzyżem a Pietą[29].
- 28 marca 2013 dokonano prezentacji odnowionej monstrancji, której remont ufundowała siostra księdza proboszcza wraz z rodziną.
- Wiosną 2013 odmalowano wnętrza kościoła i odnowiono mury ogrodzenia wokół kościoła i placu dla Mszy polowych.
- 15 czerwca 2013 w Katedrze Toruńskiej Marcin Jędraszek otrzymał święcenia kapłańskie z rąk ks. bp. Andrzeja Suskiego. Następnego dnia w swoim rodzinnym kościele w Jastrzębiu odprawił mszę prymicyjną. Ks. Marcin Jędraszek jako neoprezbiter został skierowany do parafii Najświętszego Serca Pana Jezusa w Grudziądzu[30].
- 18 czerwca 2016 w Katedrze Toruńskiej Robert Narodzonek otrzymał święcenia kapłańskie z rąk ks. bp. Andrzeja Suskiego. Następnego dnia w swoim rodzinnym kościele w Jastrzębiu odprawił mszę prymicyjną. Ks. Robert Narodzonek jako neoprezbiter został skierowany do parafii Św. Mikołaja w Papowie Biskupim[31].

| Proboszczowie parafii Jastrzębie.                                         |
| ------------------------------------------------------------------------- |
| Ksiądz proboszcz kanonik pułtuski Grzegorz Mioduski (1681-1700)           |
| Ksiądz proboszcz Paweł Biedrzycki (ok. 1753)                              |
| Ksiądz proboszcz Tulipanowski(-kowski) (ok. 1877-1884)                    |
| Ksiądz proboszcz Popiłowski (2 VI 1884-24 IX 1884)                        |
| Ksiądz proboszcz Żurawski (10 XI 1884-ok. 1910)                           |
| wikariusz J. Wrycza                                                       |
| wikariusz W. de Piechowski                                                |
| Ksiądz proboszcz Betlejewski (26 II 1910-25 VI 1910)                      |
| Administrator Pronobis (26 X 1910-21 IV 1916)                             |
| Ksiądz proboszcz Gosk (16 IV 1916- XII 1940)                              |
| Ksiądz proboszcz administrator Górecki (13 III 1941-1945)                 |
| Ksiądz proboszcz administrator J. Wierzchowski (25 II 1945-16 X 1949)     |
| Ksiądz proboszcz administrator parafii Szczuka Krystian Otto (11 IV 1948) |
| Ksiądz proboszcz administrator Grabański (4 VII 1948-2 XI 1949)           |
| Ksiądz proboszcz Stanisław Jeziorski (15 XII 1945)                        |
| Ksiądz proboszcz Augustyn Rolbiecki (24 X 1949-1 X 1950)                  |
| Ksiądz proboszcz Jan Wendt (14 X 1951-11 IV 1991)                         |
| Ksiądz proboszcz Zbigniew Markowski (5 V 1991-10 IX 2005)                 |
| Ksiądz proboszcz Krzysztof Wojnowski (10 IX 2005-obecnie)                 |

| Imię i Nazwisko                                                     | Data i miejsce święceń kapłańskich | Pełniona funkcja/godności | Miejsce pełnienia posługi/nauki |
| ------------------------------------------------------------------- | ---------------------------------- | --- | --- |
| Klemens Zieliński                                                   | 1902 Gniezno                       | wikariusz (1902 – 1914) proboszcz (1914 – 1939) Zmarł 6.02.1939 we wsi Łopienno. Pochowany na tamtejszym cmentarzu parafialnym.                                                             | Parafia św. Marcina i Mikołaja w Bydgoszczy, Parafia w Wągrowcu, Inowrocławiu, Parafia św. Anny w Kosztowie, Parafia św. Mikołaja i bł. Biskupa Michała Kozala w Krostkowie, Parafia św. Marcina Biskupa w Szubinie, Parafia Wniebowzięcia Najświętszej Maryi Panny w Łopiennie |
| Franciszek Lisiński                                                 | 1973 Pelplin                       | wikariusz (1973 – 1978) rezydent (1978 – 2020) kanonik (1993 – 2020) emerytowany (2009 – 2020) Zmarł 6.02.2020 w Redzie. Pochowany na cmentarzu parafialnym w Redzie 13 lutego 2020         | Parafia pw. Świętego Mikołaja Biskupa w Zwiniarzu, Parafia Wniebowzięcia Najświętszej Maryi Panny i Św. Katarzyny Aleksandryjskiej w Redzie. |
| Krzysztof Kejna (Chrzczony w Jastrzębiu, wychowywał się w Brodnicy) | 2003 Toruń                         | wikariusz (od 2006) proboszcz (od 2018) | Parafia św. Andrzeja Boboli w Pieńkach Królewskich |
| Michał Narodzonek                                                   | 2007 Toruń                         | wikariusz (od 2007) | Parafia Niepokalanego Poczęcia Najświętszej Maryi Panny w Toruniu |
| Leszek Witkowski                                                    | 2008 Toruń                         | wikariusz (2008 – 2011) rezydent (2011 – 2012) Zginął w wypadku samochodowym w Kurzętniku w Wielki Piątek 6 kwietnia 2012. Pochowany na cmentarzu parafialnym w Jastrzębiu 11 kwietnia 2012 | Parafia Chrystusa Króla i Matki Bożej Nieustającej Pomocy w Jabłonowie Pomorskim, Parafia Matki Bożej Królowej Polski w Toruniu, Parafia Św. Tomasza Apostoła w Nowym Mieście Lubawskim.                                                                                        |
| Marcin Jędraszek                                                    | 2013 Toruń                         | wikariusz (od 2013) | Parafia św. Mikołaja w Papowie Biskupim |
| Robert Narodzonek                                                   | 2016 Toruń                         | wikariusz (od 2016) | Parafia św. Tomasza Apostoła w Nowym Mieście Lubawskim |